# Conseil national du numérique (France)
Pour les articles homonymes, voir Conseil national du numérique.
Le Conseil national du numérique (CNNum) est une commission consultative française créée le 29 avril 2011, chargé d’étudier les questions relatives au numérique, en particulier les enjeux et les perspectives de la transition numérique de la société, de l’économie, des organisations, de l’action publique et des territoires. Il est placé auprès du ministre chargé du Numérique.

## Historique
En février 2011, après consultation des acteurs du numérique, Pierre Kosciusko-Morizet, fondateur de PriceMinister, dessine dans un rapport remis à Éric Besson (ministre chargé de l’Industrie, de l’Énergie et de l’Économie numérique) les contours de ce Conseil.
Le décret du 29 avril 2011 créé le Conseil national du numérique. Il comprend dix-huit membres choisis en raison de leurs compétences dans le domaine de l'économie numérique, nommés par décret du Président de la République pour une durée de deux ans. Le Conseil national du numérique élit en son sein son président.
Le 27 avril 2011, le président de la République Nicolas Sarkozy installe le Conseil national du numérique. Le CNNum élit Gilles Babinet comme président et valide la création de trois commissions pour organiser son travail : « croissance », « accès » et « libertés ».
Le 5 juillet 2012, Jean-Baptiste Soufron est nommé secrétaire général du CNNum en charge d'une mission de réorganisation de sa gouvernance. Les membres du Conseil publient alors un communiqué pour « remettre leur mandat à la disposition du président de la République et du Gouvernement », estimant que leur indépendance est remise en cause.
Le décret du 13 décembre 2012 met en place une nouvelle organisation du Conseil national du numérique. Ses membres sont désormais portés au nombre de 30, plus des représentants du Parlement. Ils sont maintenant désignés par le Président de la République. C'est Benoît Thieulin, ancien directeur de la campagne numérique de Ségolène Royal, qui est alors nommé président du Conseil,.
En décembre 2017, le Gouvernement abroge le décret du 13 décembre 2012 et le remplace par un nouveau décret. Il nomme trente nouveaux membres et désigne Marie Ekeland, cofondatrice du fonds d'investissement Daphni, à la présidence. Le 19 décembre 2017, la présidente Marie Ekeland ainsi que 28 des 29 autres membres démissionnent à la suite d'une polémique née de la demande d'éviction de Rokhaya Diallo, nommée quelques jours plus tôt.
Le décret du 13 février 2021 réduit le nombre des membres du Conseil national du numérique de 30 à 17 et prévoit la nomination de deux co-présidents.
Après les nominations de 2021, le Conseil est appelé à se réformer pour avoir « une réflexion plus académique, presque anthropologique, sur le numérique ».
En juin 2025, Clara Chappaz, ministre déléguée chargée de l’Intelligence artificielle et du Numérique annonce la transformation du Conseil national du numérique qui cède sa place au Conseil de l’intelligence artificielle et du numérique (CIAN). 

## Organisation
Le Conseil national du numérique comprend, outre deux députés et deux sénateurs désignés par leur assemblée respective, dix-sept personnalités désignées en raison de leurs compétences et de leur expérience dans le domaine de la transition numérique, issues du secteur économique, du secteur académique, ou impliquées dans le développement du numérique au niveau local, national ou européen,.
Placé auprès du ministre chargé du Numérique, le secrétariat du Conseil national du numérique est assuré par la direction générale des entreprises qui prend en charge ses frais de fonctionnement.

### Présidence
| Portrait                                                                          | Identité                          | Période          | Période          |
| Portrait                                                                          | Identité                          | Début            | Fin              |
| --------------------------------------------------------------------------------- | --------------------------------- | ---------------- | ---------------- |
| Gilles Babinet                                                                    | Gilles Babinet                    | 27 avril 2011    | 2012             |
| Benoît Thieulin en 2024.                                                          | Benoît Thieulin                   | 2013             | 2016             |
| Mounir Mahjoubi, 7 juillet 2011.                                                  | Mounir Mahjoubi                   | 2 février 2016   | 19 janvier 2017  |
| Marie Ekeland, 4 décembre 2017.                                                   | Marie Ekeland,                    | 11 décembre 2017 | 19 décembre 2017 |
| Salwa Toko, 2 juin 2018.                                                          | Salwa Toko,                       | mai 2018         | février 2021     |
| Pas de portrait sous licence libre disponible pour Françoise Mercadal-Delasalles. | Françoise Mercadal-Delasalles (d) | février 2021     | En cours         |
| Gilles Babinet                                                                    | Gilles Babinet                    | février 2021     | En cours         |

## Principaux travaux
Depuis 2011, le Conseil national du numérique a produit de nombreux avis et rapports sur des thématiques variées et s'est souvent positionné en soutien ou en opposition aux projets politiques en cours.

### Droits et libertés - Fichier TES
À la suite de la publication du décret du 28 octobre 2016 visant à fusionner la base “TES” préexistante relative aux passeports et celle des cartes nationales d’identité, le fichier des titres électroniques sécurisés (TES) est censé contenir à terme les données biométriques de la quasi-totalité de la population française.
Considérant que tout choix technologique constitue une décision politique, le Conseil national du numérique s’est auto-saisi le 7 novembre 2016 et a appelé le Gouvernement à suspendre la mise en œuvre du décret prévoyant la création d’une base de données TES afin d’examiner des alternatives tenant compte de l’état de l’art technique et respectant les droits et libertés des citoyens.

## Fonctionnement

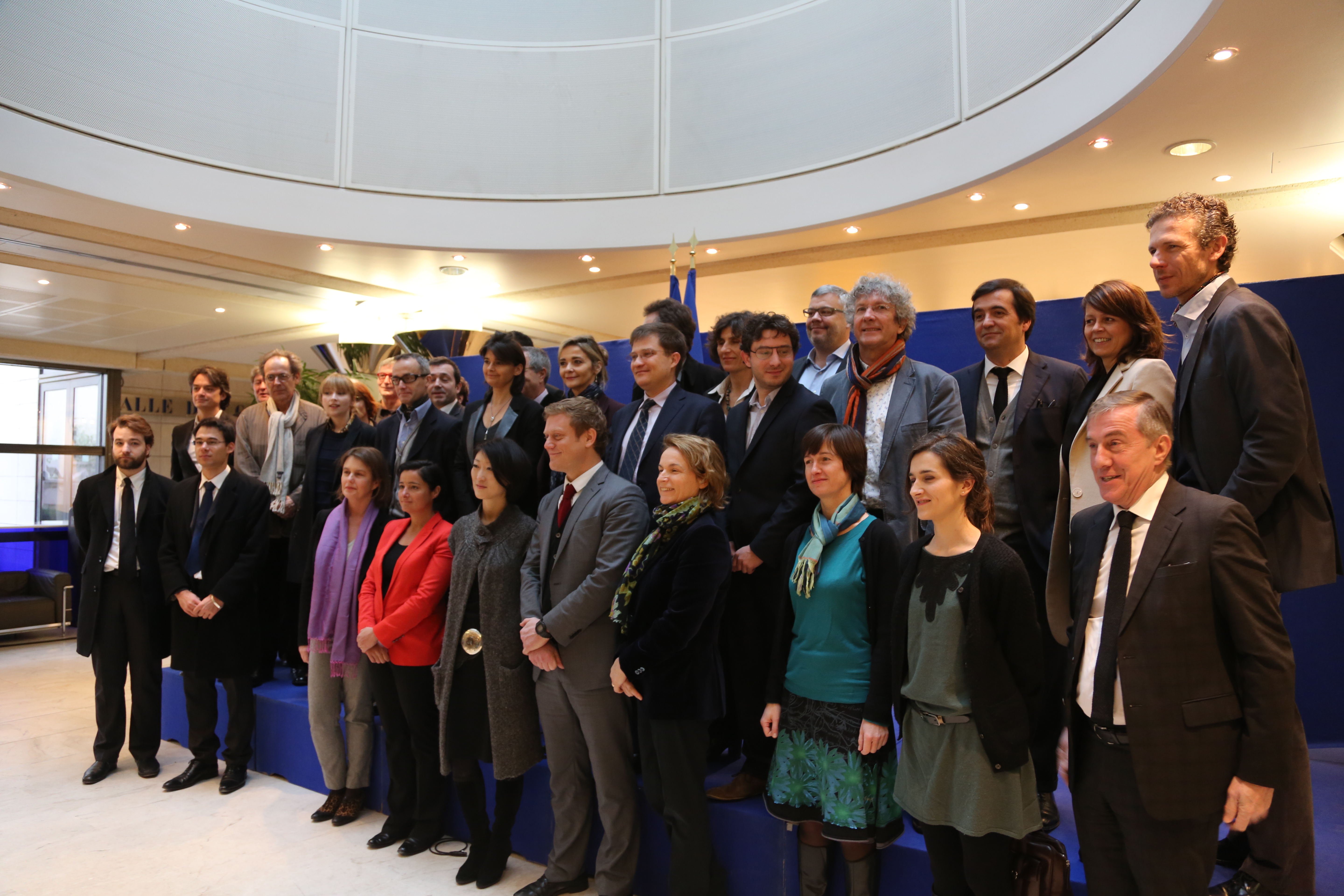
Autour de la ministre Fleur Pellerin, les membres du Conseil national du numérique en 2013.

Le Conseil national du numérique se réunit en tant que de besoin et au moins une fois par an, sur convocation des co-présidents. Il rend public son programme prévisionnel de travail, qu’il actualise au moins une fois par an et adresse chaque année un rapport d’activité au Président de la République, au Premier ministre et au ministre chargé du Numérique.

## Identité visuelle

Logotype de 2011 à 2017.
Logotype depuis 2017.

## Critiques
La démission de Marie Ekeland en 2017 pose la question de l'indépendance du Conseil par rapport au Gouvernement français, Marie Ekeland déplorant dans sa lettre de démission que « la forme actuelle de nomination et de fonctionnement du Conseil porte à confusion et ne peut pas garantir son indépendance ».
Le journaliste Pierre Rimbert relève en février 2018, au sujet de la composition du Conseil national du numérique, l'absence de « représentants des catégories professionnelles sommées de s’adapter aux nouvelles technologies, des défenseurs de l’Internet non commercial, etc. ». Selon lui, « la liste présentée en décembre ressemble plutôt à un séminaire de La République en marche. La parité hommes-femmes et quelques profils hors norme dissimulent l’homogénéité sociale granitique d’un groupe qui, sur trente membres, comporte quinze dirigeants et cadres supérieurs d’entreprise — mais pas un syndicaliste ».

### Nominations au Conseil national du numérique
- Décret du 2 mai 2011 portant nomination au Conseil national du numérique
- Décret du 17 janvier 2013 portant nomination au Conseil national du numérique
- Décret du 8 février 2016 portant nomination au Conseil national du numérique
- Arrêté du 11 décembre 2017 portant nomination au Conseil national du numérique
- Arrêté du 29 mai 2018 portant nomination au Conseil national du numérique
- Arrêté du 15 février 2021 portant nomination au Conseil national du numérique